# Marietta, Ohio
Marietta là một thành phố thuộc quận Washington, tiểu bang Ohio, Hoa Kỳ. Năm 2010, dân số của thành phố này là 14085 người.

## Dân số
- Dân số năm 2000: 14515 người.
- Dân số năm 2010: 14085 người.